# Nadine Basile
Pour les articles homonymes, voir Basile.
Nadejda Bessaraboff (russe : Надежда Фёдоровна Бессарабова) dite Nadine Basile, née le 1er avril 1931 à Paris, et morte le 29 juin 2017, à Lyon, est une actrice française.

## Biographie
Nadine Basile reçoit le Prix Suzanne Bianchetti en 1952.

### Vie privée
Nadine Basile est la seconde épouse de Jean Martinelli, 22 ans plus jeune que lui.

## Filmographie

### Cinéma
- 1949 : Du pied de Pierre Courau (Court métrage)
- 1949 : Au royaume des cieux de Julien Duvivier : Gaby
- 1950 : Bistro de Marco de Gastyne (Court métrage)
- 1951 : Sous le ciel de Paris de Julien Duvivier : La stoppeuse
- 1952 : La neige était sale de Luis Saslavsky : Bertha
- 1952 : L'Amour, Madame de Gilles Grangier : Michèle Broussard
- 1952 : Le Trou normand de Jean Boyer : Madeleine Pichet, la fille de l'instituteur
- 1953 : Les Fruits sauvages d'Hervé Bromberger : Françoise
- 1953 : Le Feu dans la peau de Marcel Blistène : Julia, la bonne
- 1955 : Le Dossier noir d'André Cayatte : Suzanne Broussard
- 1955 : Mademoiselle de Paris de Walter Kapps : Léa Berthier
- 1956 : Voici le temps des assassins de Julien Duvivier : Une dîneuse
- 1956 : Ce soir les jupons volent de Dimitri Kirsanoff : Natacha
- 1957 : Sylviane de mes nuits de Marcel Blistène : La secrétaire
- 1958 : Maigret tend un piège de Jean Delannoy : L'assistante de police
- 1959 : Le Gendarme de Champignol de Jean Bastia : Suzette Grégorio
- 1960 : Un couple de Jean-Pierre Mocky : Clara
- 1961 : Qui êtes-vous Monsieur Sorge ? d'Yves Ciampi : Anna Klausen
- 1971 : Des Christs par milliers de Philippe Arthuys : Nadine
- 1972 : Tintin et le Lac aux requins de Raymond Leblanc : Voix
- 1979 : L'Adolescente de Jeanne Moreau : Rose, l'épouse du cantonnier

### Télévision
- 1957 : Le Baladin du monde occidental (Téléfilm) : Peggen Mike
- 1969 : Au théâtre ce soir : Constance de Somerset Maugham, mise en scène Michel Vitold, réalisation Pierre Sabbagh, Théâtre Marigny : Matha
- 1970 : Au théâtre ce soir : Et l'enfer Isabelle ? de Jacques Deval, mise en scène Jacques Mauclair, réalisation Pierre Sabbagh, Théâtre Marigny : Yvonne Gouin
- 1977 : C'est Mozart qu'on assassine (Téléfilm)
- 1978 : Gaston Phébus de Bernard Borderie (Série TV) : Madame de Levis
- 1978 : Il était un musicien (Série TV) : Mme Rachmaninoff
- 1980 : La vie des autres (Série TV) : Mme Moutier
- 1980 : Le Curé de Tours (Téléfilm) : Mlle Vineuil
- 1981 : Les Amours des années grises (Série TV) : Mme Gallagher

## Théâtre
- 1949 : À Paris de Francis Lemarque mise en scène Jean-Claude Deret, Théâtre Charles de Rochefort
- 1956 : La corde pour te pendre de Frédéric Valmain d'après Malice de Pierre Mac Orlan, mise en scène Bernard Jenny, Comédie de Paris
- 1958 : Plainte contre inconnu de Georges Neveux, mise en scène José Quaglio, Théâtre du Vieux-Colombier
- 1959 : Un joueur d'André Charpak d'après Fiodor Dostoïevski, mise en scène André Charpak, Théâtre de l'Alliance française
- 1959 : Les Possédés d'Albert Camus d'après Fiodor Dostoïevski, mise en scène Albert Camus, Théâtre Antoine
- 1960 : Rodogune de Corneille, mise en scène Antoine Bourseiller, Théâtre Sarah Bernhardt
- 1960 : Constance de William Somerset Maugham, mise en scène Michel Vitold, Théâtre Sarah Bernhardt
- 1960 : L'Aigle à deux têtes de Jean Cocteau, mise en scène de l'auteur, Théâtre Sarah-Bernhardt
- 1962 : L'Otage de Paul Claudel, mise en scène Bernard Jenny, Théâtre du Vieux-Colombier
- 1962 : Le Pain dur de Paul Claudel, mise en scène Bernard Jenny, Théâtre du Vieux-Colombier
- 1962 : Le Père humilié de Paul Claudel, mise en scène Bernard Jenny, Théâtre du Vieux-Colombier
- 1963 : Les Passions contraires de Georges Soria, mise en scène Georges Vitaly, Théâtre La Bruyère
- 1963 : L'Acheteuse de Steve Passeur, mise en scène Jean Anouilh et Roland Piétri, Comédie des Champs-Élysées
- 1964 : Le Cid de Corneille, mise en scène Daniel Leveugle, Festival de la Cité Carcassonne, Théâtre antique d'Arles
- 1964 : Les Mouches de Jean-Paul Sartre, mise en scène Jean Deschamps, Théâtre antique d'Arles
- 1966 : Les Justes d'Albert Camus, mise en scène Pierre Franck, Théâtre de l'Œuvre
- 1971 : Le Septième Commandement : Tu voleras un peu moins... de Dario Fo, mise en scène Jacques Mauclair, Festival de la Cité Carcassonne
- 1973 : Seul le poisson rouge est au courant de Jean Barbier et Dominique Nohain, mise en scène Dominique Nohain, Théâtre Charles de Rochefort
- 1973 : Le Bal des cuisinières de Bernard Da Costa, mise en scène par André Ernotte au Théâtre Sorano
- 1984 : L'Art de la comédie d'Eduardo De Filippo, mise en scène Jean Mercure, Théâtre de la Ville
- 1984 : Le Bureau de Jean-Paul Aron, mise en scène Jean-Louis Thamin, Festival des jeux du théâtre de Sarlat
- 1985 : Le Bureau de Jean-Paul Aron, mise en scène Jean-Louis Thamin, Nouveau théâtre de Nice, Théâtre de La Criée
- 1986 : L'Idiot d'après Fiodor Dostoïevski, mise en scène Jacques Mauclair, Théâtre Mouffetard
- 1987 : L'Idiot d'après Fiodor Dostoïevski, mise en scène Jacques Mauclair, Théâtre des Mathurins
- 1988 : Good de Cecil P. Taylor, mise en scène Jean-Pierre Bouvier, Théâtre de la Renaissance
- 1989 : L'Aiglon d'Edmond Rostand, mise en scène Anne Delbée, Théâtre des Mathurins
- 1989 : Les Filles de la voix de Jean-Jacques Varoujean, mise en scène Françoise Seigner, Théâtre des Célestins
- 1992 : Les Enfants du silence de Mark Medoff, mise en scène Jean Dalric et Levent Beskardes, Théâtre Mouffetard
- 1993 : Les Enfants du silence de Mark Medoff, mise en scène Jean Dalric et Levent Beskardes, Théâtre Le Ranelagh, Théâtre des Célestins